# Nikolai Fjodorowitsch Koroljow

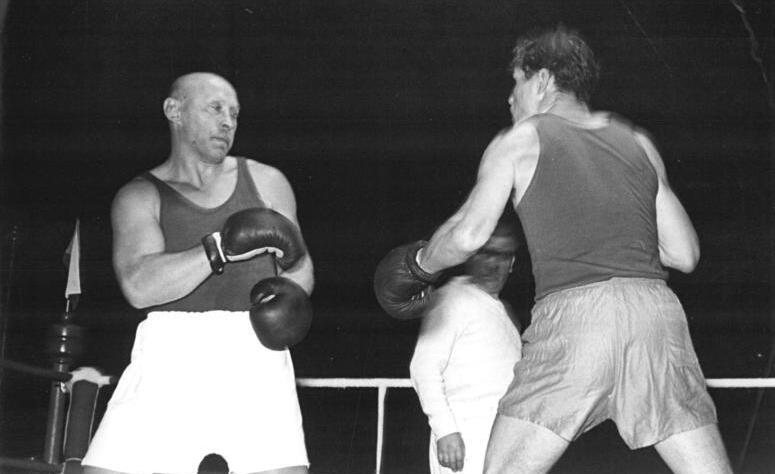
Koroljow (links) bei seinem letzten Turnier 1954 in Sofia

Nikolai Fjodorowitsch Koroljow (russisch Николай Фёдорович Королёв; * 14. März 1917 in Moskau; † 12. März 1974 ebenda) war ein sowjetischer Boxer. Er war Sieger bei der Arbeiter-Olympiade 1937 in Antwerpen und neunfacher sowjetischer Meister im Schwergewicht.

## Werdegang
Nikolai Koroljow wuchs im Moskauer Stadtteil Ismailowo auf. Als Jugendlicher focht er gegen seine Altersgenossen auf der Straße so manches „Boxgefecht“ aus und stellte dabei fest, dass er meist gewann. Ab 1934 zügelte er dann seine überschüssige Kraft in einem Sportverein und begann dort mit dem Boxen. Sein erster Trainer wurde der damals sehr berühmte Moskauer Trainer Anatoli Harlampiew. Dieser führte Nikolai Koroljow rasch an die sowjetische Spitzenklasse der Schwergewichtsboxer heran. Bereits im Februar 1936 wurde er als Angehöriger von „Pischchevik“ Moskau Meister von Moskau im Schwergewicht und im Juni 1936 wurde er mit einem Sieg im Endkampf über Nikolai Beljajew erstmals sowjetischer Meister im Schwergewicht.
Im Jahre 1936 wurde in der Sowjetunion die sog. „absolute Meisterschaft“ der Boxer ins Leben gerufen. Startberechtigt dazu waren die besten Schwergewichtsboxer, aber auch der Halbschwergewichtsmeister und in Ausnahmefällen sogar der Mittelgewichtsmeister. Diese Sportler ermittelten in Kämpfen, die über sechsmal drei Minuten gingen (normale Amateurkämpfe dauerten 3 × 3 Minuten) den absoluten Meister der UdSSR. Bei der ersten Austragung 1936 siegte Nikolai Koroljow im Endkampf über den fünffachen sowjetischen Halbschwergewichtsmeister Wiktor Michailow und war damit erster absoluter Meister der UdSSR der Boxer.
1937 gewann Nikolai Koroljow mit einem Sieg im Endkampf über den Georgier Andro Nawasardow erneut die sowjetische Meisterschaft und wurde auch wieder absoluter UdSSR-Meister der Boxer mit einem erneuten Sieg über Wiktor Michailow. Im gleichen Jahr fand in Antwerpen die sog. Arbeiter-Olympiade statt. Dort gewann Nikolai Koroljow mit Siegen über Hilandrom aus Finnland und Eldorades aus Palästina die Schwergewichtskonkurrenz.
1938 und 1939 wurde er erneut sowjetischer Meister im Schwergewicht. Er besiegte dabei in den Endkämpfen jeweils Andro Nawarsardow. Bei der dritten Austragung der absoluten UdSSR-Meisterschaft 1939 unterlag er aber knapp mit 2:1 Richterstimmen gegen Wiktor Michailow und musste diesem den populären Titel überlassen.
Danach trat Nikolai Koroljow freiwillig in die Rote Armee ein und kämpfte an vorderster Front gegen die Armeen Hitler-Deutschlands. 1943 begann er aber wieder mit dem Boxen und feierte in der Folgezeit noch große Erfolge. Bei der 4. absoluten UdSSR-Meisterschaft besiegte er Iwan Ganykin nach Punkten und Lewon Guduschauri durch KO in der 1. Runde, konnte aber gegen den Mittelgewichtsmeister der UdSSR Ewegeni Ogurenkow wegen einer Verletzung nicht antreten, der damit kampflos absoluter UdSSR-Meister wurde.
1944 verlor Nikolai Koroljow bei der UdSSR-Meisterschaft im Schwergewicht gegen Andro Nawasardow, wurde aber erneut absoluter UdSSR-Meister. Im Endkampf besiegte er dabei Ewgeni Ogurenkow nach Punkten. 1945 gewann er wieder beide Titel. Er siegte in den Finalkämpfen über Martin Linnamägi und Andro Nawasardow. Der vierte Titelgewinn bei der absoluten UdSSR-Meisterschaft war zugleich der letzte dieser Art, denn nach 1945 wurde diese Meisterschaft nicht mehr ausgetragen. 1945 nahm Nikolai Koroljow auch an einem Box-Turnier in Helsinki teil. Er besiegte dort im Endkampf den Finnen Paavo Mattson. Seine Hoffnung, bald auch bei internationalen Meisterschaften starten zu können, erfüllte sich für den inzwischen Dreißigjährigen jedoch nicht. Die Sowjetunion nahm erstmals 1952, bei den Olympischen Spielen in Helsinki, an einer solchen Meisterschaft teil.
1946 gewann er erneut die sowjetische Meisterschaft im Schwergewicht und startete beim sog. „All-Slawian-Turnier“ in Prag. Er gewann dieses Turnier vor Livansky, Tschechoslowakei und I. Birac, Jugoslawien. In den Jahren 1947 bis 1949 gewann er dann seine sowjetischen Meistertitel im Schwergewicht Nummer sieben bis neun. 1949 siegte er dabei über einen jungen Boxer aus Litauen, Algirdas Šocikas.
Dieser Algirdas Schozikas erwies sich dann in den Jahren 1951 bis 1953 als der neue sowjetische Star im Schwergewicht, denn er gewann in diesen Jahren die sowjetische Meisterschaft jeweils mit Siegen über Nikolai Koroljow. Für diesen war das natürlich deprimierend, weil die sowjetischen Verantwortlichen für die Nominierung des Starters bei den Olympischen Spielen in Helsinki 1952 auf den jüngeren Algirdas Šocikas zurückgriffen.
Nikolai Koroljow, der verheiratet war und drei Töchter hatte, boxte noch bis 1954. Als er in einem Länderkampf in Sofia gegen den Polen Antoni Goscianski nach Punkten verlor, trat er zurück. Nikolai Koroljow war von 1936 bis 1949 ohne Zweifel der beste sowjetische Boxer und vielleicht sogar der beste Schwergewichtsboxer in der Welt. Nur beweisen konnte er Letzteres nie.

## Länderkämpfe von Nikolai Koroljow
- 1946 in Bratislava, Tschechoslowakei gegen UdSSR, Sieger über Sudavski,
- 1947 in Warschau, Polen gegen UdSSR, KO-Sieger 1. Runde über Wladyslaw Niewadzil,
- 1954 in Sofia, Polen gegen UdSSR, Punktniederlage gegen Antoni Goscianski

## UdSSR-Meisterschaften mit Nikolai Koroljow
- 1936: 1. Nikolai Koroljow, 2. Nikolai Beljajew, 3. P. Anfrikow,
- 1937: 1. Nikolai Koroljow, 2. Andro Nawassardow, 3. O. Losow,
- 1938: 1. Nikolai Koroljow, 2. Andro Nawassardow, 3. H. Fedjajew,
- 1939: 1. Nikolai Koroljow, 2. Andro Nawassardow, 3. Nikolai Beljajew,
- 1944: 1. Andro Nawassardow, 2. Nikolai Koroljow, 3. Martin Linnamägi und N. Jurtschenko,
- 1945: 1. Nikolai Koroljow, 2. Martin Linnamägi, 3. Rudolf Lange
- 1946: 1. Nikolai Koroljow, 2. Andro Nawassardow, 3. Martin Linnamägi
- 1947: 1. Nikolai Koroljow, 2. Andro Nawassardow, 3. Martin Linnamägi
- 1948: 1. Nikolai Koroljow, 2. Anatoli Perow, 3. Andro Nawassardow
- 1949: 1. Nikolai Koroljow, 2. Algirdas Šocikas, 3. Anatoli Perow,
- 1951: 1. Algirdas Šocikas, 2. Nikolai Koroljow, 3. W. Katajew,
- 1952: 1. Algirdas Šocikas, 2. Nikolai Koroljow, 3. W. Katajew,
- 1953: 1. Algirdas Šocikas, 2. Nikolai Koroljow, 3. Lembit Maurer

## Absolute UdSSR-Meisterschaften mit Nikolai Koroljow
- 1936: 1. Nikolai Koroljow, 2. Wiktor Michailow,
- 1937: 1. Nikolai Koroljow, 2. Wiktor Michailow,
- 1939: 1. Wiktor Michailow, 2. Nikolai Koroljow,
- 1943: 1. Jewgeni Ogurenkow, 2. Nikolai Koroljow, 3. Andro Nawassardow,
- 1944: 1. Nikolai Koroljow, 2. Jewgeni Ogurenkow, 3. N. Jurtschenko,
- 1945: 1. Nikolai Koroljow, 2. Andro Nawassardow, 3. Lewon Guduschauri